# Berhanu Nega
Berhanu Nega (em amárico: ብርሃኑ ነጋ, 6 de dezembro de 1958) é um economista, empresário, acadêmico e político etíope. Foi o prefeito eleito de Adis Abeba, capital da Etiópia, nas eleições gerais de 2005. Entretanto, foi impedido de tomar posse ao ser preso numa cadeia superlotada, onde passou 21 meses. Exilou-se nos Estados Unidos, logo após ser libertado da prisão, passando a liderar o movimento de oposição ao governo.
Nega é presidente fundador do Partido Arco-Íris Etiópia: Movimento pela Democracia e Justiça Social, vice-presidente da Coalizão por Unidade e Democracia (CUD), onde atuou como estrategista chefe da campanha eleitoral, e cofundador do Ginbot 7, grupo rebelde de oposição ao governo dominado pela Frente Democrática Revolucionária Popular do Povo Etíope (FDRPE).
Até meados de 2018 foi rotulado como terrorista pelo governo etíope, porém o governo liderado pelo atual primeiro-ministro, Abiy Ahmed Ali, concedeu anistia a vários membros da oposição e, em setembro de 2018 regressou a Etiópia. Atualmente, atua como ministro da Educação do país e é hoje filiado ao Cidadãos Etíopes pela Justiça Social, partido integrante da atual legislatura da Assembleia Parlamentar Federal eleita na eleição parlamentar de 2021.